# Boy with Luv
«Boy with Luv» (кор. 작은 것들을 위한 시, Jag-eun geosdeul-eul wihan si) — сингл південнокорейського гурту BTS за участі американської співачки Halsey з мініальбомому BTS Map of the Soul: Persona. Сингл вийшов 12 квітня 2019 під лейблом Big Hit Entertainment. Кліп вийшов того ж дня й став найпопулярнішим відео на Youtube за 24 години, отримавши 74 мільйони переглядів за перший день. 24 червня 2019, Billboard повідомив, що сингл отримав платинову сертифікацію RIAA.

## Чарти
| Чарт (2019)                               | Найвища позиція |
| ----------------------------------------- | --------------- |
| Аргентина (Argentina Hot 100)             | 21              |
| Австралія (ARIA)                          | 10              |
| Австрія (Ö3 Austria Top 75)               | 27              |
| Бельгія (Ultratip Flanders)               | 4               |
| Бельгія (Ultratip Wallonia)               | 17              |
| Бразилія (Crowley Charts)                 | 4               |
| Канада (Canadian Hot 100)                 | 7               |
| Канада (CHR/Top 40) (Billboard)           | 32              |
| Чехія (Singles Digitál Top 100)           | 11              |
| Сальвадор (Monitor Latino)                | 13              |
| Естонія (Single Top 40)                   | 4               |
| Чарти Billboard (Billboard)               | 12              |
| Фінляндія (Suomen virallinen lista)       | 20              |
| Франція (SNEP)                            | 114             |
| Німеччина (Official German Charts)        | 47              |
| Греція (IFPI)                             | 5               |
| Угорщина (Single Top 40)                  | 1               |
| Угорщина (Stream Top 40)                  | 6               |
| Ірландія (IRMA)                           | 14              |
| Ізраїль (Media Forest TV Airplay)         | 2               |
| Італія (FIMI)                             | 60              |
| Японія (Japan Hot 100)                    | 7               |
| Japan Combined Weekly Singles (Oricon)    | 12              |
| Латвія (Latvijas Top 40)                  | 2               |
| Малайзія (RIM)                            | 1               |
| Мексика (Monitor Latino)                  | 2               |
| Mexico Airplay (Billboard)                | 1               |
| Mexico Ingles Airplay (Billboard)         | 4               |
| Нідерланди (Mega Single Top 100)          | 58              |
| Нова Зеландія (Recorded Music NZ)         | 12              |
| Норвегія (VG-lista)                       | 24              |
| Польща (Polish Airplay Top 100)           | 57              |
| Португалія (AFP)                          | 14              |
| Росія (Tophit)                            | 13              |
| Шотландія (Official Charts Company)       | 14              |
| Словаччина (Singles Digitál Top 100)      | 4               |
| Південна Корея (Hot 100)                  | 1               |
| Південна Корея (Gaon)                     | 1               |
| Іспанія (PROMUSICAE)                      | 65              |
| Швеція (Sverigetopplistan)                | 29              |
| Швейцарія (Media Control AG)              | 27              |
| Велика Британія (Official Charts Company) | 13              |
| США (Billboard Hot 100)                   | 8               |
| США (Mainstream Top 40) (Billboard)       | 22              |
| США (Hot Dance Airplay) (Billboard)       | 39              |

## Сертифікації
| Регіон | Сертифікація | Продажі   |
| --- | ------------ | --------- |
| США (RIAA) | Платиновий   | 1 000 000 |
| ^відвантаження, що базуються лише на сертифікаціях · продажі+прослуховування, що базуються лише на сертифікаціях |              |           |